# Paul Scherrer

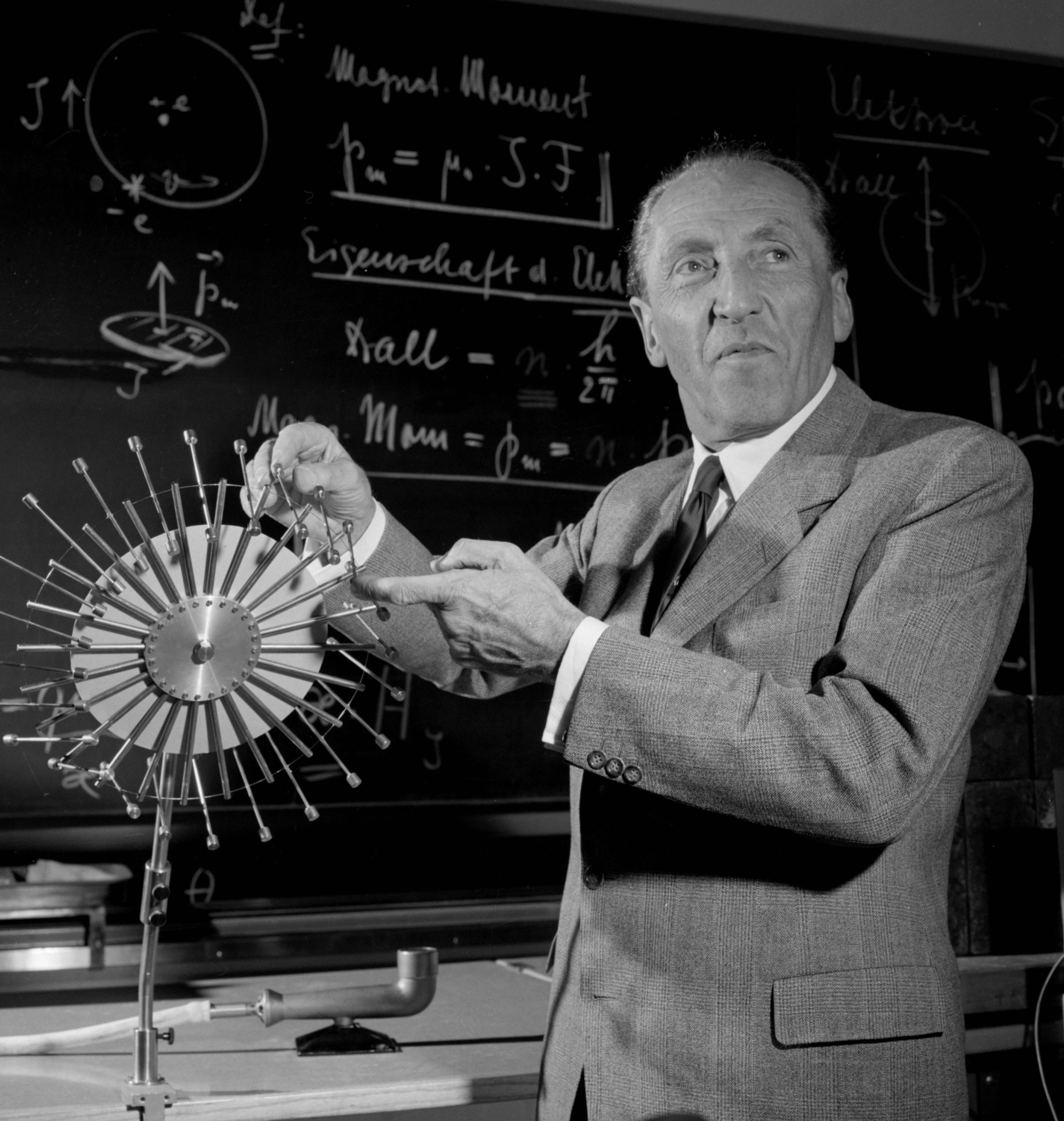
Paul Scherrer (um 1955)

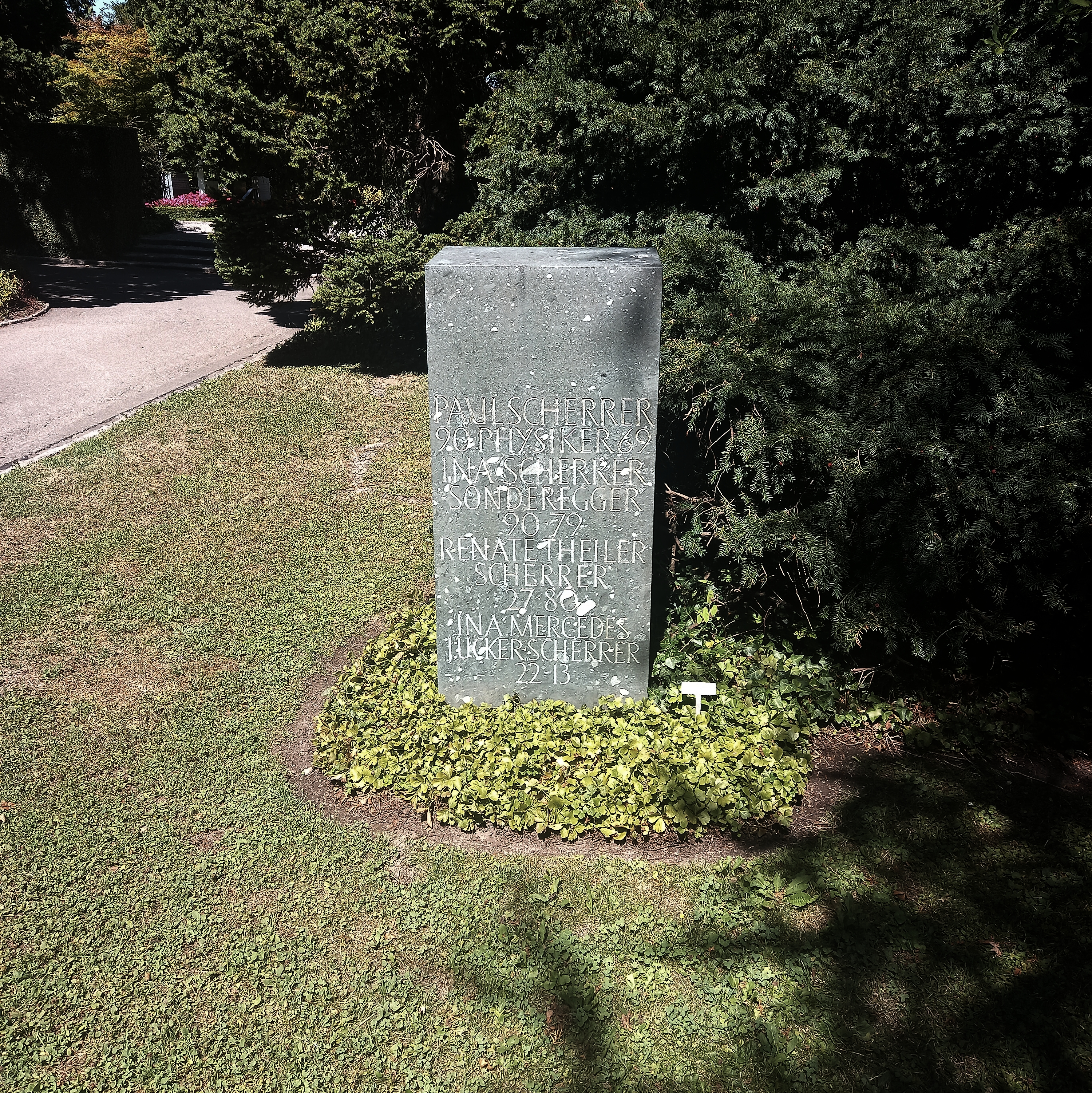
Das Grab von Paul Scherrer und seiner Ehefrau Ina Sonderegger auf dem Friedhof Fluntern in Zürich

Paul Hermann Scherrer (* 3. Februar 1890 in St. Gallen; † 25. September 1969 in Zürich) war ein Schweizer Physiker.

## Leben und Werk

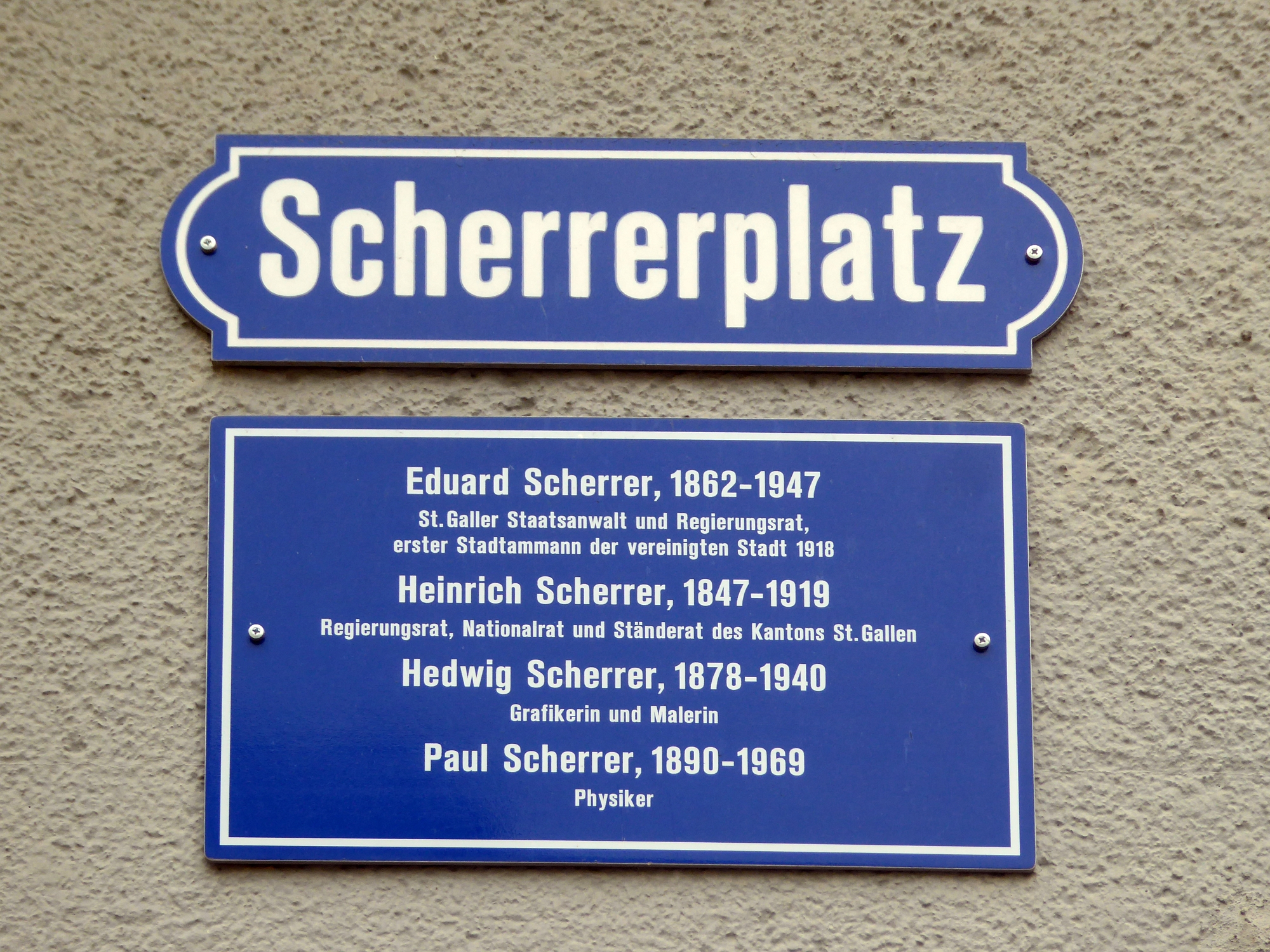
Scherrerplatz in St. Gallen

Paul Scherrer war der Sohn des Kaufmanns und Kunstmalers Hermann Scherrer und von Ida Zürcher. Er besuchte die Eidgenössische Handels- und Verkehrsschule in St. Gallen und studierte zunächst ab 1908 zwei Semester Botanik an der ETH Zürich, wechselte dann aber zu Physik und Mathematik. 1912 setzte er seine Studien in Königsberg fort, dann ging er nach Göttingen. Dort entwickelte er 1916 in Zusammenarbeit mit Peter Debye eine experimentelle Methode zur Strukturbestimmung von Kristallen in Pulverform mittels Röntgenstrahlen, das bis heute so genannte Debye-Scherrer-Verfahren.
Später übertrugen Debye und Scherrer das auch auf Flüssigkeiten (Kolloide) und anorganische Verbindungen, mit Rückschlüssen auf deren atomaren Aufbau, zum Beispiel den Aufbau von Lithiumfluorid aus ionisierten Lithium- und Fluoratomen (1918), was damals nicht klar war. Er promovierte 1916 unter der Leitung Debyes über den Faraday-Effekt des Wasserstoffmoleküls (Die Rotationsdispersion des Wasserstoffs : Ein Beitrag zur Kenntnis der Konstitution des Wasserstoffmoleküls). Ab 1918 erhielt er eine Privatdozentur in Göttingen, 1920 wurde er ordentlicher Professor für Experimentalphysik an der ETH Zürich (wohin er Peter Debye folgte, der dort 1920 Professor wurde), ab 1927 Leiter der Experimentalphysik an der ETH Zürich und Direktor des Physikalischen Instituts, dem er mit dem Theoretiker Wolfgang Pauli zu internationaler Anerkennung verhalf.
In den 1920er-Jahren wandte er sich der Festkörperphysik zu (Magnetismus, Piezoelektrizität, Ferroelektrika). Seine Röntgenuntersuchungen von Salzen von Komplexverbindungen bestätigten die Theorien über ihren Aufbau von Alfred Werner. Ab den 1930er Jahren wandte er sich verstärkt der Kernphysik zu. 1940 wurde unter seiner Leitung an der ETH Zürich mit Unterstützung der Firmen Oerlikon und Brown, Boveri & Cie. ein Zyklotron gebaut. Er galt als exzellenter Organisator mit einem Talent für die Akquisition von Forschungsgeldern und Lehrer mit vielen Schülern, der durch seine perfekten Vorlesungsexperimente auch Nicht-Physiker anzog.
Während des Zweiten Weltkriegs arbeitete Scherrer mit dem US-Nachrichtendienst OSS zusammen (Allen W. Dulles und Moe Berg in Bern), dem er aufgrund seiner engen Kontakte zum deutschen Kernphysiker Werner Heisenberg entscheidende Informationen zum Stand der Entwicklung der Atombombe in Nazi-Deutschland lieferte.
Nach dem Zweiten Weltkrieg war er 1954 an der Gründung des Forschungszentrums CERN bei Genf beteiligt und wirkte in verschiedenen Institutionen und Gremien zur Verbreitung der Kernenergie in der Schweiz: 1946 wurde er Präsident der neu gegründeten Studienkommission für Atomenergie SKA, welche auch einen militärischen Auftrag hatte und das Schweizer Atomwaffenprogramm betrieb. Militärs und Politiker hätten aber länger an der Idee einer Atombombe fest gehalten als Scherrer und seine Kollegen, so Monika Gisler.
Scherrer war ab 1955 an der Gründung der Reaktor AG in Würenlingen beteiligt, die 1960 im Eidgenössischen Institut für Reaktorforschung aufging und mit diesem 1988 im Paul-Scherrer-Institut. Die Reaktor AG hatte den von den USA im Jahr 1955 während der Konferenz "Atoms for Peace" in Genf vorgestellten Reaktor Saphir via die Eidgenossenschaft käuflich erworben.

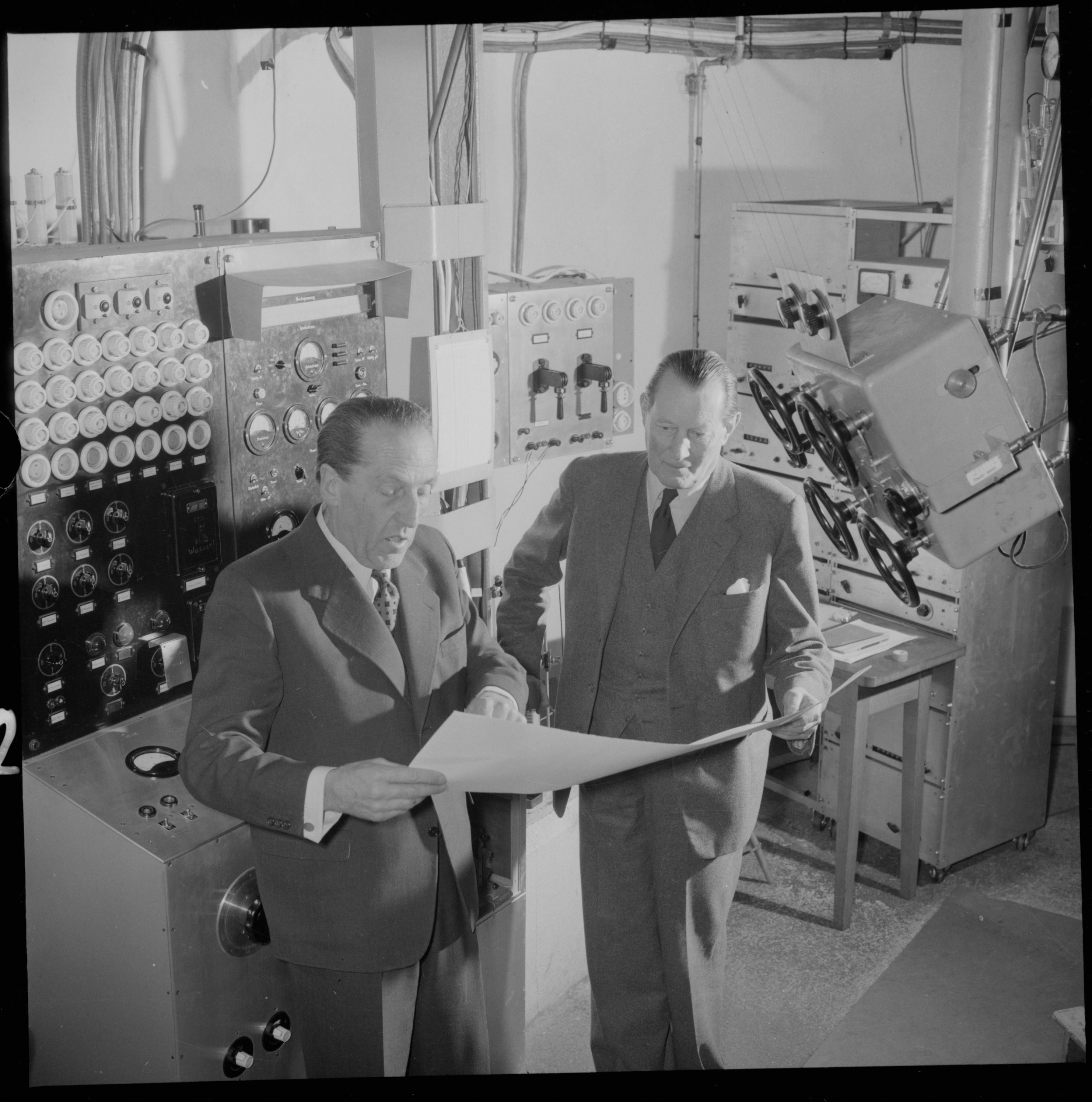
Paul Scherrer und Walter Boveri im Institut der ETH

Ab 1958 war er Präsident der Schweizerischen Kommission für Atomwissenschaften. Scherrer war mit dem Bankier Walter E. Boveri (1894–1972) wesentlich an der Atompolitik der Schweiz in der Nachkriegszeit beteiligt. 1960 wurde er emeritiert und übernahm einen Lehrauftrag an der Universität Basel. Im Jahr 1969 starb Scherrer an den Folgen eines Reitunfalles. Er wurde auf dem Friedhof Fluntern beigesetzt.
Er arbeitete hauptsächlich auf den Gebieten Röntgen- und Höhenstrahlung, Magnetismus und Kernphysik.
1912 heiratete er Ina Sonderegger, Tochter des Ingenieurs und Politikers Conrad Sonderegger. Während Hermann Weyls Wirken in Zürich pflegte Scherrer zwischenzeitlich eine offene Beziehung mit dessen Ehefrau, der Übersetzerin und Philosophin Helene „Hella“ Weyl. Scherrer betrieb mehrere Sportarten und interessierte sich laut Monika Gisler für Jazz. Er hatte zwei Töchter, Ines Jucker, später Klassische Archäologin, und Renate Theiler-Scherrer. Sein Nachlass wurde auf eigenen Wunsch grösstenteils vernichtet.

## Ehrungen
1938 wurde er zum korrespondierenden Mitglied der Göttinger Akademie der Wissenschaften gewählt. Seit 1950 war er korrespondierendes Mitglied der Heidelberger Akademie der Wissenschaften, seit 1954 assoziiertes Mitglied der Académie royale des Sciences, des Lettres et des Beaux-Arts de Belgique und seit 1960 Mitglied der American Academy of Arts and Sciences. Er war achtfacher Ehrendoktor und erhielt 1943 den Schweizer Wissenschaftspreis Marcel Benoist.
Nach ihm sind das Debye-Scherrer-Verfahren, die Scherrer-Gleichung und das Paul Scherrer Institut (PSI) für Grundlagenforschung in den Natur- und Ingenieurwissenschaften benannt. Ausserdem trägt seit 2006 der Asteroid (45305) Paulscherrer seinen Namen. Das Mineral Paulscherrerit trägt in Anerkennung für seine Beiträge auf den Gebieten der Mineralogie und der Kernphysik seinen Namen.

## Schriften
- mit Peter Stoll: Physikalische Übungsaufgaben, 3 Bände, BI Hochschultaschenbücher, Bibliographisches Institut, Mannheim, 1962 bis 1964